# Hugh Brook
Hugh Brook – strumień (brook) w kanadyjskiej prowincji Nowa Szkocja, w hrabstwie Pictou, płynący w kierunku północno-wschodnim i uchodzący do Middle River of Pictou; nazwa urzędowo zatwierdzona 22 marca 1926.